# Министерство изменений климата и энергетической эффективности Австралии
Министерство изменений климата и энергетической эффективности Австралии ответственно за выполнение следующих функций:
- Развитие и координация внутренней и международной политики в области изменения климата
- Международные переговоры об изменениях климата
- Разработка и внедрение торговли квотами на выбросы
- Обязательное использование возобновляемых источников энергии в целевой политике, регулировании и координации
- Контроль выбросов парниковых газов и отчетности по энергопотреблению
- Координация изменения климата и стратегий адаптации
- Координация научной деятельности в области изменения климата